# 荆山街道
荆山街道，是中华人民共和国安徽省芜湖市镜湖区下辖的一个乡镇级行政单位。

## 行政区划
荆山街道下辖以下地区：
荆山社区、荆东社区和荆西社区。